# 비스콘티 (기업)
비스콘티(Visconti)는 이탈리아의 만년필 제조사이다.
오로라, 몬테그라파, 레오나르도 오피치나 이탈리아나와 함께 이탈리아를 대표하는 만년필 제조사이다. 만년필, 수성펜, 볼펜, 잉크, 가죽제품 등을 판매하고 있다. 만년필 등은 레진 소재를 이용한 화려한 배럴이 특징이다. 한국에서는 펜샵코리아에서 정식 수입, 판매하고 있다.